# Maßstabsskala
Eine Maßstabsskala dient der genauen Einstellung eines feinmechanischen Bauteils gegenüber einem anderen. Sie ist meist nur wenige Zentimeter lang und ein feines, meist in Metall ausgeführtes Lineal, das eine gleichmäßige Teilung in Millimeter oder einer Skala anderen Maßstabs trägt. Die Ablesung erfolgt je nach erforderter Genauigkeit freiäugig oder mit Lupe bzw. Nonius.
Beispiele für kurze Einstellskalen sind die Maßstäbe an Abschiebedreiecken oder bei optischen Geräten, z. B. am Okularauszug eines astronomischen Fernrohrs, am Messtisch eines Mikroskops oder an den Führungsstangen eines Balgengeräts. Sie können auch mit Feintrieb oder Klemmschrauben versehen sein, z. B. zur Justierung an Messinstrumenten. Längere Maßstabsskalen finden sich an Zeichengeräten oder dem Koordinatograf.